# Lewisville (Washington)
Lewisville és una concentració de població designada pel cens dels Estats Units a l'estat de Washington. Segons el cens del 2000 tenia 1.688 habitants.

## Demografia
Segons el cens del 2000, Lewisville tenia 1.688 habitants, 552 habitatges, i 476 famílies. La densitat de població era de 106,8 habitants per km².
Dels 552 habitatges en un 39,9% hi vivien nens de menys de 18 anys, en un 79,2% hi vivien parelles casades, en un 4,9% dones solteres, i en un 13,6% no eren unitats familiars. En el 10% dels habitatges hi vivien persones soles el 3,8% de les quals corresponia a persones de 65 anys o més que vivien soles. El nombre mitjà de persones vivint en cada habitatge era de 3,06 i el nombre mitjà de persones que vivien en cada família era de 3,27.
Per edats la població es repartia de la següent manera: un 29,6% tenia menys de 18 anys, un 7% entre 18 i 24, un 25,1% entre 25 i 44, un 29,6% de 45 a 60 i un 8,7% 65 anys o més.
L'edat mediana era de 39 anys. Per cada 100 dones de 18 o més anys hi havia 98,8 homes.
La renda mediana per habitatge era de 65.221 $ i la renda mediana per família de 62.031 $. Els homes tenien una renda mediana de 48.816 $ mentre que les dones 38.068 $. La renda per capita de la població era de 23.175 $. Aproximadament el 2% de les famílies i l'1,1% de la població estaven per davall del llindar de pobresa.

## Poblacions més properes
El següent diagrama mostra les poblacions més properes.